# Matraman
Matraman is een onderdistrict van de gemeente Jakarta Timur (Oost-Jakarta) in de stad Jakarta, Indonesië.

## Verdere onderverdeling
Het onderdistrict Matraman is verdeeld in 6 kelurahan:
1. Pisangan Baru - postcode 13110
2. Utan Kayu Selatan - postcode 13120
3. Utan Kayu Utara - postcode 13120
4. Kayu Manis - postcode 13130
5. Pal Meriam - postcode 13140
6. Kebon Manggis - postcode 13150